# Eublemma penicillata
Eublemma penicillata là một loài bướm đêm trong họ Erebidae.